# Kauscha
Kauscha ist ein Stadtteil im Südosten der sächsischen Landeshauptstadt Dresden. Er befindet sich am Stadtrand in der gleichnamigen Gemarkung, die zum Stadtbezirk Prohlis gehört, und liegt als einziger 1999 nach Dresden eingemeindeter Stadtteil nicht in einer Ortschaft. Im eher dörflich geprägten Kauscha und auf seinen Fluren wurden in bemerkenswerter Anzahl sowohl kreidezeitliche Fossilien als auch vorgeschichtliche menschliche Siedlungsspuren vorgefunden.

## Geografie

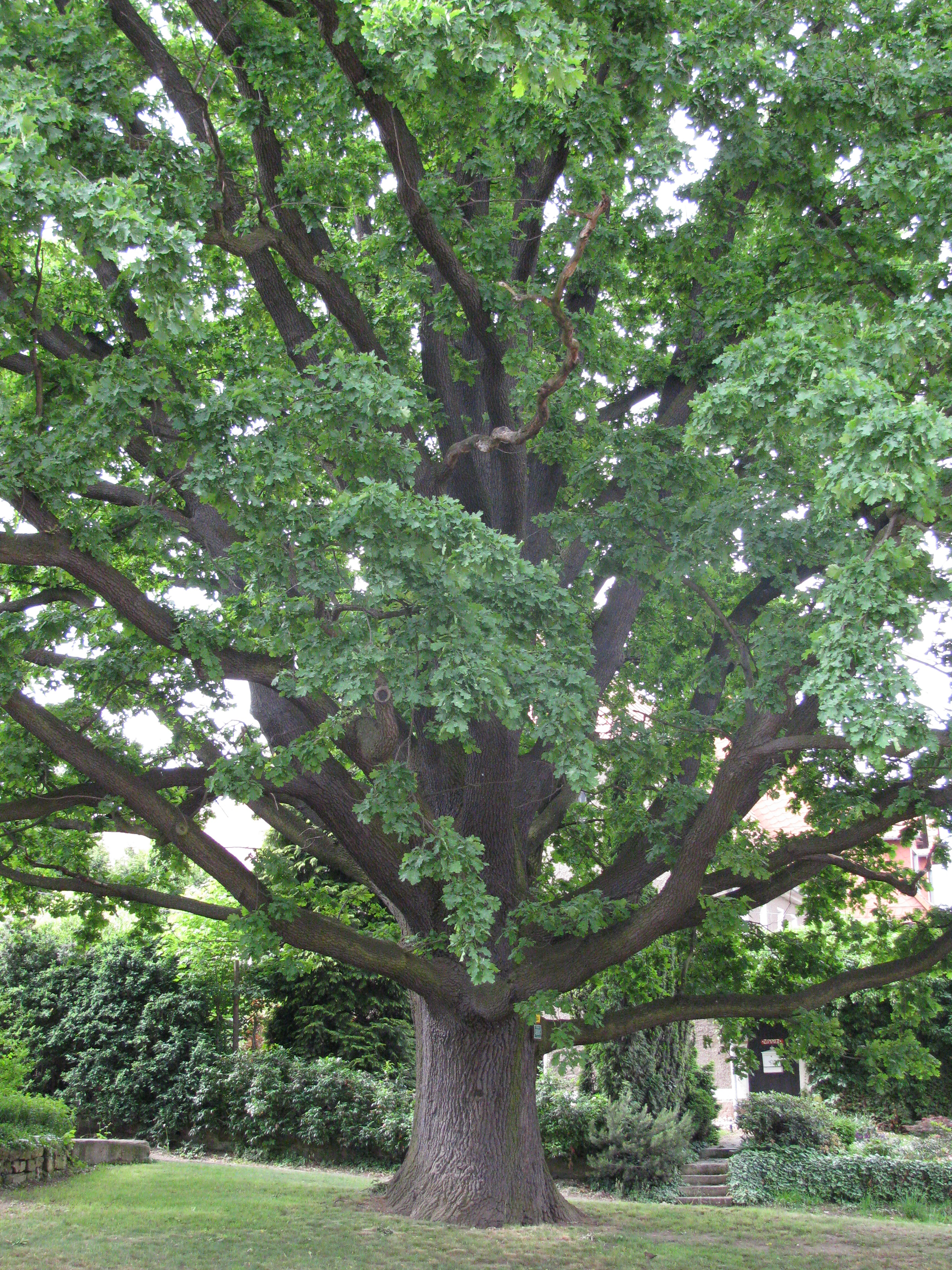
Naturdenkmal Stiel-Eiche Kauscha im Dorfkern

Kauscha liegt 6 km südöstlich des Dresdner Stadtzentrums, der Inneren Altstadt, am Tal des Geberbachs und etwas oberhalb von dessen Eintritt in den Elbtalkessel. Angrenzende Gemarkungen sind die anderen Dresdner Stadtteile Leubnitz-Neuostra und Prohlis im Norden, Nickern im Osten, der Kreischaer Ortsteil Sobrigau im Süden und der Bannewitzer Ortsteil Goppeln im Westen. Die Gemarkung Kauscha gehört zum statistischen Stadtteil Lockwitz.
Der Ortskern heißt nach einem ortsbildprägenden, als Naturdenkmal ausgewiesenen Einzelbaum Zur Eiche und liegt in einer Höhe von 175 m ü. NN. Einige seiner teils im 18. Jahrhundert entstandenen Bauernhöfe blieben bis heute erhalten, ebenso wie der dörfliche Charakter der weitgehend unbebauten Kauschaer Flur. Am Rand der Ortslage entstand ein 2 ha großes Gewerbegebiet. Wichtigste Straße des Stadtteils ist neben der alten Fritz-Meinhardt-Straße die Tschirnhausstraße, die Staatsstraße 191. Sie verbindet den Stadtteil Prohlis und die dortige Staatsstraße 172 als Autobahnzubringer mit der zwischen Kauscha und Goppeln befindlichen Anschlussstelle Dresden-Prohlis an die A 17 sowie mit der Bundesstraße 170.
Direkt südwestlich des Ortskerns befindet sich seit 1985 die Talsperre Kauscha. Der Stausee, der auch als Hochwasserrückhaltebecken des Geberbachs dient, wird etwa in der Mitte von der Gebergrundbrücke und somit der Autobahn 17 überquert.
Nordwestlich des Ortskerns liegt an der Flurgrenze zu Leubnitz-Neuostra der 185 m hohe Gamighübel, eine Granodioritkuppe inmitten kreidezeitlicher Ablagerungen. Infolge der vielen, auch durch den Geologen Hanns Bruno Geinitz beschriebenen Fossilienfunde in den Aufschlüssen wurden 2,2 ha seiner flachen Hänge als Naturdenkmal ND 79 ausgewiesen. Ein weiterer bedeutsamer Fundort kreidezeitlicher Fauna war die Baustelle der Autobahn 17 im Südosten Kauschas, die zwischen dem Gebergrund und der Lockwitztalbrücke ins Gelände eingeschnitten wurde. Während der Bauarbeiten in den Jahren 2002 bis 2004 kamen immer wieder Fossilien aus dem Unterturon zum Vorschein.

## Geschichte
Kauscha gehört zu den ältesten besiedelten Plätzen Dresdens. Bereits in der Frühen Bronzezeit waren Menschen hier ansässig, was verschiedene Fundstücke bei Ausgrabungen, die 1997 vor dem Autobahnbau getätigt wurden, bestätigen. Die entdeckten Schmuckstücke und Keramikscherben können der Aunjetitzer Kultur zugeordnet werden und sind demnach etwa 4000 Jahre alt. Weitere Funde datieren von 1200 v. Chr. und stammen aus der Mittleren Bronzezeit. Dabei handelt es sich ebenfalls um Siedlungsreste, bestehend aus Keramik, steinernen Geräten und dem Tongewicht eines Webstuhls. Bereits 1906 wurden südöstlich des heutigen Orts außerdem spätbronzezeitliche Fußringe und eine Sichel geborgen. Nördlich von Kauscha befindet sich ein früheisenzeitliches Gräberfeld.
Südöstlich und etwas außerhalb des Ortes stand die Hungerburg, eine frühdeutsche Wallanlage mit einem Gutshof, auf einer in den Gebergrund hineinragenden Anhöhe. Die hier vorgefundenen, hauptsächlich keramischen Siedlungsreste stammen aus dem späten 11. Jahrhundert und damit aus der Zeit der Deutschen Ostkolonisation.

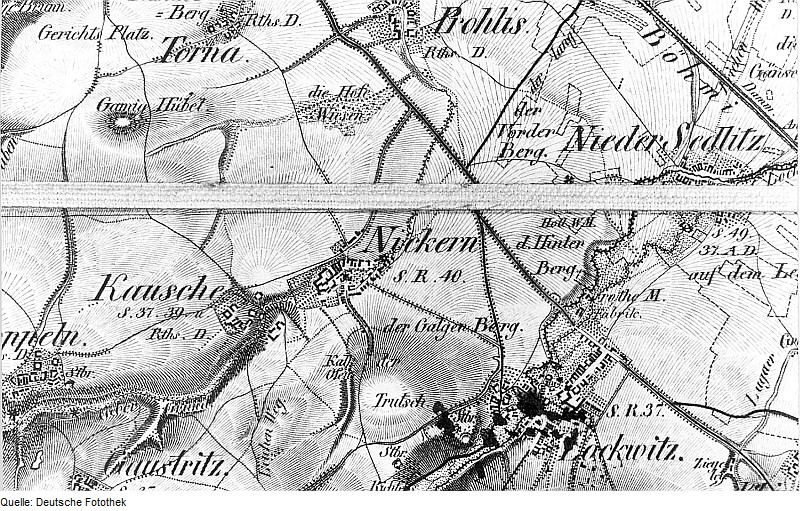
Kauscha und seine Nachbardörfer auf einer Karte aus dem 19. Jahrhundert

Kauscha selbst entstand etwa in der gleichen Zeit als Rundling und war mit einer Blockflur ausgestattet. Der Ortsname ist sorbischen Ursprungs und leitet sich ab von Chudosch, dem Namen eines Lokators. Sinngemäß bedeutet Kauscha also Ort des Chudosch. Im Jahre 1288 wurde es als Cudeschowe erstmals erwähnt. Der Ortsname entwickelte sich anschließend im 14. und 15. Jahrhundert über die slawischen Formen Kudeschowe, Kudisschowe, Kudischaw und Kaudischow hin zur heutigen, erstmals 1524 erwähnten Bezeichnung Kauscha. Im weiteren Verlauf des 16. Jahrhunderts tauchten außerdem die Formen Caudisch, Kauß, Kauschie und Kudischa auf.
Zunächst befand sich Kauscha im Besitz verschiedener Güter, so der Rittergüter Borthen und Niederlockwitz sowie des Klostergutes Leubnitz, das wiederum dem Kloster Altzella unterstand. Nach der Reformation wurde das Prokuraturamt in Leubnitz zum Verwalter des früheren Besitzes der katholischen Kirche. Nach Leubnitz war Kauscha seither auch eingepfarrt. Administrativ gehörte es zum Amt beziehungsweise zur Amtshauptmannschaft Dresden. Im Jahre 1548 wurde in einer Urkunde zwischen dem links des Geberbachs gelegenen Rundling Großkauscha und dem aus zwei Gehöften bestehenden Kleinkauscha rechts des Bachs unterschieden.
Während der Schlacht um Dresden hatten der preußische König Friedrich Wilhelm III. und sein Stab ihr Hauptquartier in Kauscha. Im Oktober 1813 wurde das Dorf durch Kanonenbeschuss der in Richtung Leipzig abziehenden, wenige Wochen zuvor noch siegreichen Franzosen unter Napoleon teilweise zerstört. An den Beschuss und die damit einhergehende Einnahme Kauschas durch russische Truppen erinnert eine Inschrift an einem Kauschaer Gebäude.
Am 23. April 1898 pflanzten Dorfbewohner auf dem Kauschaer Dorfplatz anlässlich des 70. Geburtstags und des 25. Thronjubiläums des beliebten Königs Albert eine Stieleiche. Ihre Baumkrone hat mittlerweile einen Durchmesser von 35 m, der Stammumfang beträgt 5,10 m und die Höhe etwa 25 m. Damit ist sie das größte Exemplar aller damals gepflanzten Alberteichen. Seit 1957 ist die Alberteiche Kauscha als Naturdenkmal ND 80 ausgewiesen.
Die Landwirtschaft war neben dem Obstanbau die wichtigste Erwerbsquelle der ortsansässigen Bauern. Außerdem wurden ein Kalkofen sowie mehrere Steinbrüche betrieben, in denen man Dohnaer Granodiorit abbaute. Zur Zeit der DDR baute man in Kauscha vornehmlich Gemüse und Hopfen an.
Bis in die Zeit nach dem Zweiten Weltkrieg blieb Kauscha selbstständig. Erst 1956 wurde es nach Goppeln eingemeindet, mit dem es 1996 wiederum zu Bannewitz kam. Bereits drei Jahre später erfolgte die Wiederausgliederung Kauschas aus Bannewitz und die Eingemeindung nach Dresden. Grund für diesen recht seltenen Entschluss, einen Ortsteil aus einer bewährten Ortschafts- oder Gemeindestruktur herauszulösen, war die Lage Kauschas, das sich als einziger Bannewitzer Ortsteil nördlich der damals bereits im Bau befindlichen Autobahn 17 befand, die das Dorf vom restlichen Gemeindegebiet isoliert hätte.

### Einwohnerentwicklung
| Jahr    | Einwohner                                 |
| ------- | ----------------------------------------- |
| 1551/57 | 11 besessene Mann, 1 Häusler, 23 Inwohner |
| 1764    | 12 besessene Mann                         |
| 1834    | 77                                        |
| 1871    | 119                                       |
| 1890    | 112                                       |
| 1910    | 123                                       |
| 1925    | 134                                       |
| 1939    | 109                                       |
| 1946    | 167                                       |